# Momed Hagy
Momed Hagy (ur. 29 maja 1985 w Maputo) – mozambicki piłkarz grający na pozycji pomocnika.

## Kariera klubowa
Od początku kariery Hagy związany jest z klubem Clube Ferroviário de Maputo i w jego barwach zadebiutował w 2005 roku w pierwszej lidze mozambickiej. W tym samym roku osiągnął pierwszy sukces w karierze, gdy wywalczył mistrzostwo Mozambiku. W 2008 roku po raz drugi został mistrzem kraju, a w 2009 roku sięgnął po dublet - mistrzostwo i Puchar Mozambiku. W 2011 roku przeszedł do Liga Muçulmana. W tym samym roku został z nim mistrzem kraju. Następnie grał w CD Chingale i Ferroviário Beira. W 2017 przeszedł do Liga Desportiva de Maputo. W 2019 roku zakończył w nim swoją karierę.

## Kariera reprezentacyjna
W reprezentacji Mozambiku Hagy zadebiutował 16 kwietnia 2005 roku w przegranym 0:3 meczu Pucharu COSAFA 2005 z Zimbabwe. W 2010 roku został powołany do kadry na Puchar Narodów Afryki 2010, na którym był podstawowym zawodnikiem i rozegrał 3 mecze: z Beninem (2:2), z Egiptem (0:2) i z Nigerią (0:3). Od 2005 do 2015 wystąpił w kadrze narodowej 63 razy i strzelił 3 gole.